# ローマは一日にして成らず
ローマは一日にして成らず（ローマはいちにちにしてならず Rome wasn't built in a day）は、ドン・キホーテからの言葉。

## 概要
立派な事業は、長い年月をかけて初めて完成するということである。
ローマ帝国というのは1日でできたものではなく、長期にわたる努力の果てに建設されたものである。このような大事業を完成させるには、不断の努力が大切であるということである。
これは日本には西洋から入ってきた言葉であり、明治30年代にはほぼ現在の形で定着している。
芥川龍之介は『文部省の仮名遣改定案について』で、日本の文章の明治以降の発達は、先達である天才である偉大な作家による苦心を待って成されるとする。文章というのは1日で成るものではないことから、文章とローマは異ならないものであるとする。
ローマは一日にして成らずはドン・キホーテで使われていたというのが由来という説であるが、スペイン語の原書ではローマは一日にして成らずという記述が無く、これと似たスペインのことわざが記述されている。これが英訳される際に訳者がこのことわざはイギリス人には馴染みが薄いと考えて、このことわざをローマは一日にして成らずと訳していた。日本語のドン・キホーテは、英語版から訳されていたためにローマは一日にして成らずはドン・キホーテからのことわざということになっていた。